# Paulus Powell
Paulus Powell, född 1809 i Amherst County i Virginia, död 10 juni 1874 i Amherst i Virginia, var en amerikansk politiker (demokrat). Han var ledamot av USA:s representanthus 1849–1859.
Powell gravsattes på en familjekyrkogård.